# 浦城梨岭关
浦城梨岭关，位于中国福建省浦城县九牧镇九牧村，唐代始建，明、清时期有维修。现保存关墙残长30米，高3—5米，下宽9米、上宽6.5米；关门残高3.2米，厚6.5米，宽3米。关南侧顶部还保存有营房遗址和两眼石砌圆形水井等。2009年11月16日公布为第七批福建省文物保护单位。